# Батодоноиды
Батодоноиды (лат. Batodonoides) — род вымерших млекопитающих из семейства Geolabididae, внешне напоминавших землероек. Включал самое мелкое из когда-либо живших млекопитающих. Известные виды данного рода существовали в эоцене (55,8—37,2 млн лет назад на территории современных США.

## Классификация
По данным сайта Fossilworks, на сентябрь 2016 г. в род включают 3 вымерших вида:
- Batodonoides powayensis Novacek, 1976typus
- Batodonoides vanhouteni Bloch, 1998
- Batodonoides walshi Kelly, 2010

Batodonoides powayensis известен по типовому образцу V-96459, хранящемуся в Палеонтологическом музее Калифорнийского университета. Представлял собой насекомоядное животное, обитавшее в почве.
Судя по размеру молярных зубов Batodonoides vanhouteni, обнаруженных в Васатчианских отложениях в Вайоминге, его масса могла составлять всего 0,93—1,82 грамма (наиболее вероятная оценка — около 1,3 г).
Третий вид, Batodonoides walshi, описан Kelly по голотипу LACM 153709 из формации Sespe Калифорнии.